# Sinbanghwa (métro de Séoul)
Sinbanghwa (en coréen : 양천향교역) est une station, de passage, de la ligne 9 du métro de Séoul. Elle est située, Sous-sol 301, Banghwa-daero, dans l'arrondissement de Gangseo-gu, à Séoul en Corée du Sud.
Ouverte en 2009, elle est desservie par les rames omnibus qui circulent sur la ligne 9.

## Situation sur le réseau

Plan du réseau (2023)

La station souterraine de passage Sinbanghwa de la ligne 9 du métro de Séoul, est situé entre la station Marché de l'aéroport, en direction du terminus nord/ouest Gaehwa, et la station Magongnaru, en direction du terminus sud/est VHS Medical Center.

## Histoire
La station de passage Sinbanghwa, de la ligne 9, est mise en service le 24 juillet 2009, lors de l'ouverture à l'exploitation de la première section de la ligne entre Gaehwa et Sinnonhyeon.

## Services aux voyageurs

### Accès et accueil
Domiciliée au Sous-sol 301, Banghwa-daero, la station dispose de huit accès numérotés 1 à 8. Elle est organisée sur deux niveaux souterrains, une mezzanine reliézs par des escaliers et des ascenseurs le niveau des deux quais latéraux. Elle est équipée d'automates notamment pour l'achat titres de transport.

### Desserte
Sinbanghwa est desservie par les rames omnibus qui circulent sur la ligne 9.

### Intermodalité
Des arrêts de bus urbains sont situés à proximité d'accès.

## À proximité
On y trouve notamment : le parc Gindeung, le parc Banghwa Ssamji et l'école secondaire de commerce de l'aviation de Séoul.